# KFC Lentezon Beerse (vrouwen)
KFC Lentezon Beerse was een Belgische voetbalclub uit Beerse, die ook met een aantal vrouwenploegen in competitie komt. De vrouwenploegen zijn een onderdeel van voetbalclub KFC Lentezon Beerse, die bij de KBVB is aangesloten met stamnummer 599. De clubkleuren zijn oranje-blauw.

## Geschiedenis
Midden de jaren 70 werd in Beerse een vrouwenvoetbalploeg opgericht. De eerste jaren speelde men enkel in een eigen officieuze competitie, maar uiteindelijk wilde men de overstap maken naar de officiële competities van de Belgische Voetbalbond. Men startte bij de voetbalbond als SK Beerse, toen een reeds bestaande herenclub met stamnummer 8649.
Beerse startte zijn eerste seizoen 1979/80 in de Antwerpse provinciale reeks en werd er meteen kampioen. De ploeg mocht naar de interprovinciale eindronde en dwong er meteen promotie af. Zo mocht Beerse naar de in die tijd enige nationale reeks. Men kon er zich de volgende seizoenen handhaven in de middenmoot, tot men in 1985 voorlaatste eindigde. Na vijf jaar op het hoogste niveau zakte Beerse zo naar de ondertussen opgericht Tweede Klasse. Beerse werd er echter meteen tweede en keerde zo in 1986 alweer terug op het hoogste niveau.
Op 1 mei 1987 splitste de damesafdeling zich af van SK Beerse en ging voortaan autonoom verder als de nieuw opgerichte club VC Dames Beerse, dat zich bij de voetbalbond aansloot met stamnummer 9094. De club verhuisde ook naar een terrein aanpalend aan de velden van KFC Lentezon Beerse, een herenclub uit de gemeente. Dames Beerse speelde nog enkele jaren in Eerste Klasse, maar had het er moeilijk. In 1990 strandde de ploeg er op een voorlaatste plaats en degradeerde zo opnieuw naar Tweede Klasse. Ook daar ging het verder bergaf en in 1992 zakte men naar de provinciale reeksen. In 1994 keerde Dames Beerse terug in Tweede Klasse. In 1996/97 en 1997/98 kreeg men zelfs er het gezelschap van een andere club uit de gemeente, Teamsport Beerse. Ondertussen werd Dames Beerse weer een van de beteren in Tweede Klasse.
Op 1 juli 1997 kwam het uiteindelijk tot een fusie tussen mannenclub KFC Lentezon Beerse en VC Dames Beerse. Voortaan zouden de vrouwenploegen de damesafdeling vormen van KFC Lentezon Beerse, bij de voetbalbond aangesloten met stamnummer 599. Binnen de nieuwe club maakte men verdere progressie en in 1999 won Beerse zijn reeks in Tweede Klasse. Na een decennium keerde men zo terug in Eerste Nationale.
Lentezon Beerse kon er zich de volgende jaren handhaven. In 2004 kreeg de club in Eerste Klasse zelfs het gezelschap van Vlimmeren Sport, het vroegere Teamsport, waardoor de gemeente Beerse twee clubs in de hoogste afdeling telde. Lentezon Beerse kende in de hoogste klasse wisselend succes. Meestal eindigde men in de middenmoot, maar in 2005, 2007 en 2008 eindigde de ploeg nauwelijks enkele punten boven de degradatie- of barrageplaatsen. 
In 2009/10 kende Beerse een erg slecht seizoen. De ploeg verzamelde amper 5 punten, eindigde afgetekend als voorlaatste en moest in een barragewedstrijd tegen tweedeklasser Miecroob Veltem strijden voor behoud. In april 2010 besliste het clubbestuur echter omwille van praktische onduidelijkheden voor volgend seizoen om in 2010/11 niet aan te treden met een A-elftal in Eerste Nationale. De barragewedstrijd werd niet meer gespeeld. De gemeente Beerse verloor dat jaar bovendien beide clubs uit de hoogste afdeling, want Vlimmeren Sport trok naar Lier als WD Lierse SK. Lentezon Beerse bleef wel nog in competitie met de provinciale elftallen.